# Ewa Bochno
Ewa Bochno – polska pedagog, dr hab. nauk społecznych, profesor uczelni Instytutu Pedagogiki Wydziału Pedagogiki, Psychologii i Socjologii Uniwersytetu Zielonogórskiego.

## Życiorys
23 czerwca 2003 obroniła pracę doktorską Rozmowa jako metoda oddziaływania wychowawczego. Z perspektywy doświadczeń nauczycieli-wychowawców i uczniów klas początkowych, 13 października 2015 habilitowała się na podstawie pracy zatytułowanej Zespołowość w środowisku uczniowskim i akademickim. Stan i perspektywy. Została zatrudniona na stanowisku profesora nadzwyczajnego w Zakładzie Pedagogiki Szkolnej na Wydziale Pedagogiki, Psychologii i Socjologii Uniwersytetu Zielonogórskiego.
Jest profesorem uczelni Instytutu Pedagogiki Wydziału Pedagogiki, Psychologii i Socjologii Uniwersytetu Zielonogórskiego i specjalistą w Komitecie Nauk Pedagogicznych na I Wydziale Nauk Humanistycznych i Społecznych Polskiej Akademii Nauk.